# Grand Prix-wegrace van Zweden 1979
De Grand Prix-wegrace van Zweden 1979 was de negende race van het wereldkampioenschap wegrace-seizoen 1979. De races werden verreden op 21 en 22 juli 1979 in het Karlskoga Motorstadion nabij Karlskoga (Örebro län). In deze Grand Prix werd de wereldtitel in de 125cc-klasse beslist.

## Algemeen
Een aantal Nederlandse coureurs was niet blij met de KNMV, die geen afgevaardigde naar Zweden had gestuurd en bovendien had verzuimd hen aan te melden voor de races. Zo kon er geen enkele Nederlander in de 250cc-klasse starten, Peter Looijesteijn kwam voor niets uit Portugal en Jan Huberts en Jack Middelburg konden de organisatie overtuigen hen toch te laten starten. Men was te spreken over de organisatie in Zweden: persmensen konden ongestoord werken, de organisatie luisterde naar de wensen van de coureurs. De vrije training op zaterdag werd een tijdtraining, zodat coureurs die een defecte motorfiets hadden gehad zich nog konden kwalificeren. De coureurs hadden wel nog een lijst met verbeteringen voor het circuit, maar ook die werd welwillend in ontvangst genomen. De 250cc-race werd al op zaterdag gereden, wat erg vreemd was voor een GP met slechts vier raceklassen op het programma. Voor de coureurs maakte het niet veel verschil, maar het publiek dat ook belangstelling had voor de 250cc-race moest twee dagen naar het circuit komen. Het resultaat was dat de hele Grand Prix slechts weinig toeschouwers trok.

## 500 cc
In de 500cc-klasse ging Philippe Coulon vier ronden lang aan de leiding, ondanks de poleposition van Kenny Roberts. Na vier ronden nam Wil Hartog de leiding en hij liep weg van de rest van het veld. Barry Sheene wist pas in de tiende ronde Kenny Roberts te passeren, waarmee hij de derde plaats pakte. Wil Hartog kreeg problemen met een hangende gasschuif en viel. Coulon was toen al gevallen en Boet van Dulmen en Jack Middelburg drongen door tot de top drie terwijl ze Steve Parrish van zich af schudden. In de 26e ronde ging van Dulmen voorbij Roberts, die weer problemen met zijn achterschokdemper had. Van Dulmen was nu tweede, maar moest die plaats door koppelingsproblemen afstaan aan Middelburg. Die wist Sheene zelfs tot vijf seconden te naderen, terwijl van Dulmen op de streep weer twee seconden achter Middelburg zat.

### Uitslag 500 cc
| Pos | Coureur            | Merk       | Tijd       | Punten |
| --- | ------------------ | ---------- | ---------- | ------ |
| 1   | Barry Sheene       | Suzuki     | 55' 27" 66 | 15     |
| 2   | Jack Middelburg    | Suzuki     | +4" 96     | 12     |
| 3   | Boet van Dulmen    | Suzuki     | +7" 06     | 12     |
| 4   | Kenny Roberts      | Yamaha     | +25" 82    | 8      |
| 5   | Steve Parrish      | Suzuki     | +27" 67    | 6      |
| 6   | Randy Mamola       | Suzuki     | +35" 48    | 5      |
| 7   | Marco Lucchinelli  | Suzuki     | +1' 04" 14 | 4      |
| 8   | Ikujiro Takai      | Yamaha     | +1' 07" 78 | 3      |
| 9   | Christian Sarron   | Yamaha     | +1' 08" 02 | 2      |
| 10  | Seppo Rossi        | Suzuki     | +1 ronde   | 1      |
| 11  | Lennart Bäckström  | Suzuki     | +1 ronde   |        |
| 12  | Alan North         | Suzuki     | +1 ronde   |        |
| 13  | Willem Zoet        | Suzuki     | +1 ronde   |        |
| DNF | Gustav Reiner      | Suzuki     |            |        |
| DNF | Philippe Coulon    | Suzuki     | val        |        |
| DNF | Kenny Blake        | Suzuki     | motor      |        |
| DNF | Erik Björn Paulsen | Suzuki     | motor      |        |
| DNF | Odd Arne Lände     | Suzuki     | motor      |        |
| DNF | Wil Hartog         | Suzuki     | val        |        |
| DNF | Graziano Rossi     | Morbidelli | motor      |        |
| DNF | Didier de Radiguès | Yamaha     | motor      |        |
| DNF | Peter Sköld        | Suzuki     | motor      |        |
| DNF | Johnny Cecotto     | Yamaha     |            |        |
| DNF | Dennis Ireland     | Suzuki     | motor      |        |
| DNF | Peter Sjöström     | Suzuki     | motor      |        |
| DNF | Chris Fisker       | Suzuki     | motor      |        |
| DNF | Tony Head          | Suzuki     | motor      |        |
| DNF | Michel Rougerie    | Suzuki     | motor      |        |
| DNF | Virginio Ferrari   | Suzuki     | motor      |        |
| DNF | Franco Uncini      | Suzuki     | val        |        |
| DNQ | Jon Ekerold        | Yamaha     |            |        |
| DNQ | Timo Pohjola       | Suzuki     |            |        |
| DNQ | Max Wiener         | Suzuki     |            |        |

## 250 cc
In de 250cc-race op zaterdag werd Graziano Rossi bij het uitkomen van de eerste bocht bijna getorpedeerd door Randy Mamola, waardoor Gregg Hansford aan de leiding ging. Rossi stelde echter na een paar ronden orde op zaken en bleef de rest van de race aan de leiding. Achter hem was het ook niet spannend: Gregg Hansford bleef tweede, op behoorlijke afstand gevolgd door Patrick Fernandez.

### Uitslag 250 cc
| Pos | Coureur             | Merk       | Tijd            | Punten          |
| --- | ------------------- | ---------- | --------------- | --------------- |
| 1   | Graziano Rossi      | Morbidelli | 49' 46" 37      | 15              |
| 2   | Gregg Hansford      | Kawasaki   | +3" 83          | 12              |
| 3   | Patrick Fernandez   | Yamaha     | +32" 28         | 10              |
| 4   | Toni Mang           | Kawasaki   | +36" 92         | 8               |
| 5   | Kork Ballington     | Kawasaki   | +43" 68         | 6               |
| 6   | Christian Estrosi   | Kawasaki   | +58" 85         | 5               |
| 7   | Jean-François Baldé | Kawasaki   | +1' 01" 18      | 4               |
| 8   | Roland Freymond     | Yamaha     | +1 ronde        | 3               |
| 9   | Olivier Chevallier  | Yamaha     | +1 ronde        | 2               |
| 10  | Eero Hyvärinen      | Yamaha     | +1 ronde        | 1               |
| 11  | Vic Soussan         | Yamaha     | +1 ronde        |                 |
| 12  | Eilert Rundstedt    | Yamaha     | +1 ronde        |                 |
| 13  | Tony Head           | Yamaha     | +1 ronde        |                 |
| 14  | Lennart Bäckström   | Yamaha     | +1 ronde        |                 |
| 15  | Chas Mortimer       | Yamaha     | +1 ronde        |                 |
| 16  | Alan North          | Yamaha     | +1 ronde        |                 |
| 17  | Olivier Liégeois    | Yamaha     | +1 ronde        |                 |
| 18  | Göran Tunhage       | Yamaha     | +2 ronden       |                 |
| DNF | Randy Mamola        | Yamaha     | versnellingsbak | versnellingsbak |
| DNF | Paolo Pileri        | MBA        | val             |                 |
| DNF | Richard Hubin       | Yamaha     |                 |                 |
| DNF | Walter Villa        | Yamaha     |                 |                 |
| DNF | Jean-Marc Toffolo   | Yamaha     |                 |                 |
| DNF | Åke Grahn           | Yamaha     |                 |                 |
| DNF | Bengt Elgh          | Yamaha     |                 |                 |
| DNF | René Delaby         | Yamaha     |                 |                 |
| DNF | Pentti Korhonen     | Yamaha     |                 |                 |
| DNF | Barry Woodland      | Yamaha     |                 |                 |
| DNF | Reino Eskelinen     | Yamaha     |                 |                 |
| DNF | Didier de Radiguès  | Yamaha     |                 |                 |
| DNF | Peter Sköld         | Yamaha     |                 |                 |
| DNF | Alf Graarud         | Yamaha     |                 |                 |

## 125 cc
Pier Paolo Bianchi had het hele seizoen diensten moeten verlenen aan eerste rijder Ángel Nieto, maar nu die geblesseerd in het ziekenhuis lag besloot teamchef Jörg Möller (vanuit een ander ziekenhuis, want hij had een voedselvergiftiging) Nieto's machine aan Bruno Kneubühler te geven. Kneubühler reed prompt de snelste trainingstijd, maar na de start gingen Bianchi en Gert Bender aan de leiding van de race. Ze wisselden elkaar aan de leiding enkele malen af, maar uiteindelijk won Bianchi, een jaar na zijn ongeval in de Finse GP, weer eens een race. Ricardo Tormo, Per-Edvard Carlsson en Jean-Louis Guignabodet vochten toen nog om de tweede plaats, gevolgd door Hans Müller en Eugenio Lazzarini. In de vijftiende ronde viel Walter Koschine en hij nam in zijn val Maurizio Massimiani in zijn val mee. Massimiani moest opgeven door een gebroken schakelpedaal en dat was het moment dat Ángel Nieto wereldkampioen werd. Massimiani was de enige die nog een theoretische kans op de titel had, maar die was nu verkeken. Vijf ronden voor het einde ging het regenen en toen werd het hele klassement nog eens overhoop gegooid. De een na de ander schoof van de baan: Carlsson, Bender, Kneubühler, Müller, Kinnunen, Tormo en in de laatste bocht ook Gianpaolo Marchetti, die vierde lag maar uiteindelijk negende werd. Guignabodet passeerde de finish als tweede en Thierry Noblesse werd derde. Noblesse lag enkele ronden voor het einde nog op de tiende plaats en had niet meer gedaan dan op zijn motor blijven zitten. De rijders voor hem schakelden zichzelf uit.

### Uitslag 125 cc
| Pos | Coureur                      | Merk       | Tijd            | Punten          |
| --- | ---------------------------- | ---------- | --------------- | --------------- |
| 1   | Pier Paolo Bianchi           | Minarelli  | 49' 02" 60      | 15              |
| 2   | Jean-Louis Guignabodet       | Morbidelli | +21" 15         | 12              |
| 3   | Thierry Noblesse             | Morbidelli | +23" 19         | 10              |
| 4   | August Auinger               | Morbidelli | +40" 06         | 8               |
| 5   | Eugenio Lazzarini            | Morbidelli | +44" 43         | 6               |
| 6   | Clive Horton                 | Morbidelli | +52" 11         | 5               |
| 7   | Barry Smith                  | Morbidelli | +58" 64         | 4               |
| 8   | Stefan Jansen                | Morbidelli | +1' 34" 93      | 3               |
| 9   | Gianpaolo Marchetti          | MBA        | +3' 58" 41      | 2               |
| 10  | Johnny Wickström             | Morbidelli | +1 ronde        | 1               |
| 11  | Fernando González De Nicolás | Morbidelli | +1 ronde        |                 |
| DNF | Ricardo Tormo                | Bultaco    | val             |                 |
| DNF | Gert Bender                  | Bender     | val             |                 |
| DNF | Bruno Kneubühler             | Minarelli  | val             |                 |
| DNF | Hans Müller                  | MBA        | val             |                 |
| DNF | Per-Edvard Carlsson          | MBA        | val             |                 |
| DNF | Matti Kinnunen               | MBA        | val             |                 |
| DNF | Stefan Dörflinger            | Morbidelli |                 |                 |
| DNF | Guy Bertin                   | Motobécane |                 |                 |
| DNF | Jan Bäckström                | Morbidelli |                 |                 |
| DNF | Auno Hakala                  | Morbidelli |                 |                 |
| DNF | Maurizio Massimiani          | MBA        | schakelpedaal   | schakelpedaal   |
| DNF | Marc-Anton Constantin        | Morbidelli |                 |                 |
| DNF | Walter Koschine              | Fantic     | val             |                 |
| DNF | Roland Olsson                | Morbidelli |                 |                 |
| DNF | Lars Carlsson                | Morbidelli |                 |                 |
| DNF | Ernst Fagerer                | MBA        |                 |                 |
| DNF | Kees van de Ven              | Morbidelli | versnellingsbak | versnellingsbak |
| DNF | Harald Bartol                | Morbidelli |                 |                 |
| DNF | Reiner Koster                | MBA        |                 |                 |
| DNF | Wolfgang Glawaty             | MBA        |                 |                 |
| DNF | Yves Dupont                  | Morbidelli |                 |                 |
| DNF | Patrick Plisson              | Morbidelli |                 |                 |
| DNF | Tore Alexandersson           | Morbidelli |                 |                 |
| DNF | Patrick Hérouard             | Morbidelli |                 |                 |
| DNF | Berndth Börjesson            | Morbidelli |                 |                 |
| DNF | Johnny Svensson              | Rotax      |                 |                 |
| DNQ | Jan Huberts                  | MBA        |                 |                 |

## Zijspanklasse B2A
Rolf Biland had poleposition in Zweden, maar moest na de zevende ronde naar de pit om een nieuwe bougie te laten monteren. Rolf Steinhausen nam de leiding in de race, maar stopte een ronde later met pech. Derek Jones nam nu de leiding, maar in de 20e ronde werd hij gepasseerd door Jock Taylor met zijn gelegenheidsbakkenist Benga Johansson. Hoewel Werner Schwärzel op korte afstand volgde wisten Taylor/Johansson de leiding tot de finish vast te houden. Rolf Biland en Kurt Waltisperg zorgden voor spektakel door vanaf de zestiende plaats toch nog door te dringen tot het podium.

### Uitslag zijspanklasse B2A
| Pos | Coureur           | Bakkenist          | Merk           | Tijd | Punten |
| --- | ----------------- | ------------------ | -------------- | ---- | ------ |
| 1   | Jock Taylor       | Benga Johansson    | Windle-Yamaha  |      | 15     |
| 2   | Werner Schwärzel  | Andreas Huber      | Yamaha         |      | 12     |
| 3   | Rolf Biland       | Kurt Waltisperg    | Schmid-Yamaha  |      | 10     |
| 4   | Dick Greasley     | John Parkins       | Yamaha         |      | 8      |
| 5   | Egbert Streuer    | Johan van der Kaap | Schmid-Yamaha  |      | 6      |
| 6   | Siegfried Schauzu | Lorenzo Puzo       | Busch-Yamaha   |      | 5      |
| 7   | Michel Vanneste   | Paul Gérard        | Busch-Suzuki   |      | 4      |
| 8   | Björn Andersson   | Lars Nordström     | Yamaha         |      | 3      |
| 9   | Roine Larsson     | Håkan Bjargestad   | Yamaha         |      | 2      |
| 10  | Göte Brodin       | Billy Gällros      | Krauser-Yamaha |      | 1      |
| DNF | Rolf Steinhausen  | Kenny Arthur       | KSA-Yamaha     |      |        |

1930 · 1931 · 1932 · 1933 · 1934 · 1935 · 1936 · 1937 · 1939 · 1949 · 1950 · 1951 · 1952 · 1953 · 1954 · 1955 · 1956 · 1957 · 1958 · 1959 · 1961 · 1970 · 1971 · 1972 · 1973 · 1974 · 1975 · 1976 · 1977 · 1978 · 1979 · 1981 · 1982 · 1983 · 1984 · 1985 · 1986 · 1987 · 1988 · 1989 · 1990